# رجب عمران
رجب خالد عمران هو لاعب كرة قدم مصري من مواليد سنتريس محافظة المنوفية يلعب حاليًا كمدافع لصالح نادي سيراميكا كليوباترا. انتقل رجب من جمهورية شبين في يناير 2018 في صفقة اعتبرت هي أعلى صفقة في تاريخ نادي الجمهورية، حيث بلغت قيمة الصفقة مليون و200 ألف جنيهًا مصريًا.

## روابط خارجية
- رجب عمران على موقع قاعدة بيانات كرة القدم.إي يو (الإنجليزية)
- رجب عمران على موقع Soccerway.com (الإنجليزية)